# Elezioni parlamentari in Cile del 1969
Le elezioni parlamentari in Cile del 1969 si tennero il 16 marzo per il rinnovo del Congresso nazionale (Camera dei deputati e Senato).

## Risultati

### Camera dei deputati
| Liste                                  | Voti      | %     | Seggi |
| -------------------------------------- | --------- | ----- | ----- |
| Partito Democratico Cristiano del Cile | 716 547   | 31,05 | 56    |
| Partito Nazionale                      | 480 523   | 20,82 | 33    |
| Partito Comunista del Cile             | 383 049   | 16,60 | 22    |
| Partito Radicale del Cile              | 313 559   | 13,59 | 24    |
| Partito Socialista del Cile            | 294 448   | 12,76 | 15    |
| Unione Socialista Popolare             | 51 904    | 2,25  | –     |
| Partito Democratico Nazionale          | 44 818    | 1,94  | –     |
| Partito Socialdemocratico              | 20 560    | 0,89  | –     |
| Indipendenti                           | 2 104     | 0,09  | –     |
| Totale                                 | 2 307 512 | 100   | 150   |

### Senato
| Liste                                  | Voti      | %     | Seggi |
| -------------------------------------- | --------- | ----- | ----- |
| Partito Democratico Cristiano del Cile | 345 248   | 34,32 | 12    |
| Partito Comunista del Cile             | 181 488   | 18,04 | 4     |
| Partito Nazionale                      | 173 386   | 17,23 | 5     |
| Partito Radicale del Cile              | 160 875   | 15,99 | 5     |
| Partito Socialista del Cile            | 120 629   | 11,99 | 3     |
| Unione Socialista Popolare             | 24 423    | 2,43  | 1     |
| Totale                                 | 1 006 049 | 100   | 30    |

#### Riepilogo per provincia
| Provincia                    | PDC     | PC      | PN      | PR      | PS      | USP    | Totale    |
| ---------------------------- | ------- | ------- | ------- | ------- | ------- | ------ | --------- |
| Tarapacá, Antofagasta        | 39.024  | 43.709  | 10.027  | 13.306  | 4.850   | 13.879 | 124.795   |
| Aconcagua, Valparaíso        | 112.756 | 67.971  | 57.324  | 50.104  | 13.289  | 2.615  | 304.059   |
| O'Higgins, Colchagua         | 37.854  | 16.338  | 26.950  | 19.105  | 21.717  | 1.362  | 123.326   |
| Ñuble, Concepción, Arauco    | 91.471  | 53.470  | 34.463  | 40.520  | 30.463  | 1.660  | 252.047   |
| Valdivia, Osorno, Llanquihue | 42.073  | -       | 31.073  | 27.877  | 32.654  | 2.870  | 136.547   |
| Aysén, Chiloé, Magallanes    | 22.070  | -       | 13.549  | 9.963   | 17.656  | 2.037  | 65.275    |
| Totale                       | 345.248 | 181.488 | 173.386 | 160.875 | 120.629 | 24.423 | 1.006.049 |